# August (bài hát)
"August" (cách điệu bằng chữ thường) là một bài hát của ca sĩ kiêm nhạc sĩ người Mỹ Taylor Swift . Đây là bài hát thứ tám trong album phòng thu thứ tám của cô ấy Folklore, phát hành vào ngày 24 tháng 7 năm 2020. "August" được viết và sản xuất bởi Swift và Jack Antonoff, với sự giúp đỡ của Joe Alwyn. Nó là một bài hát thuộc thể loại dream pop và guitar pop ballad với soft rock guitar.
Cùng với những bài hát "Cardigan" và "Betty", "August" tạo ra một mối tình tay ba hư cấu giữa Betty, James và một cô gái chưa rõ tên. Bài hát được viết từ cảm xúc của người đến sau khi thấy James bỏ rơi cô ấy và làm hòa với Betty. Swift, trong phim tài liệu về buổi hòa nhạc năm 2020 Folklore: The Long Pond Studio Sessions, nói rằng người con gái ấy là "Augustine" hay "Augusta".
Các nhà phê bình ca ngợi phần nhạc cụ và lời bài hát, với một số người trong số họ chọn nó là điểm nổi bật ở "Folkore" và là điểm nhấn trong sự nghiệp của Swift. "August" đã lọt vào top 40 của bảng xếp hạng đĩa đơn ở Úc, Canada, Ireland, Malaysia, Singapore và Hoa Kỳ. Tại Hoa Kỳ, bài hát đạt vị trí thứ 23 trong Billboard Hot 100 và thứ 5 trong Billboard Hot Rock & Alternative Songs. Tại Giải Grammy lần thứ 63 vào 14 tháng 3 năm 2021, Swift biểu diễn liên khúc với "Cardigan" and "Willow", đĩa đơn mở đường cho album sinh đôi của Folklore, Evermore (2020).